# Wariyangga
Wariyangga är ett utdött australiskt språk. Wariyangga talades i Väst-Australien. Wariyangga tillhörde de pama-nyunganska språken.